# Taner Kiliç
Pour les articles homonymes, voir Kılıç.
Taner Kiliç (né en 1969) est un avocat turc et le responsable de la section de Turquie d'Amnesty International.
Depuis 1993, deux ans après avoir obtenu un diplôme de droit à la Dokuz Eylül Üniversitesi, Kiliç travaille comme avocat dans la ville turque d'Izmir. Il est, depuis 2002, membre du Conseil d'Administration de la Turquie d'Amnesty International, section dont il est le cofondateur, et, depuis 2014, Président de cette section.
En outre, de 2008 à 2014, il est le Président de l'ONG Association pour la Solidarité avec les Réfugiés (en turc, Mültecilerle Dayanışma Derneği) fondée en 2007, à Izmir.
Le 6 juin 2017, 22 avocats, dont Kiliç, sont arrêtés à Izmir pour leurs hypothétiques liens avec le Mouvement Gülen, impliqué dans la tentative de coup d'État de 2016 en Turquie.
Lors des deux sessions du procès, le 26 octobre ainsi que le 22 novembre 2017, Kiliç demanda d'être libéré sous caution, en vain. Le 31 janvier 2018, la tribunal statua sur sa libération sous conditions ce que le ministère public contesta immédiatement. Immédiatement après sa sortie de prison, il fut ainsi de nouveau arrêté sur ordre d'un autre tribunal. Le 15 août 2018, il est libéré sous conditions.
En juin 2023, Taner Kiliç est remis en liberté.